# Казанский, Борис Александрович
Бори́с Алекса́ндрович Каза́нский (25 апреля 1891, Одесса — 5 апреля 1973, Москва) — советский химик-органик. Работал в области химических превращений и каталитических свойств углеводородов и их производных. Его работы имеют фундаментальное значение для теоретической и прикладной науки. Один из создателей научных основ нефтехимии и катализа; действительный член АН СССР (1946). Герой Социалистического Труда. Лауреат Сталинской премии первой степени.
Открыл и изучил механизмы каталитических реакций дегидроциклизации углеводородов, гидрогенолиза циклоалкановых производных, процессов гидрирования и дегидрирования олефинов и ароматических соединений. Разработал технологический процесс получения бензола из н-гексана. Автор широко распространённого метода анализа бензиновых смесей.

## Юность и учёба
Родился в Одессе в семье профессора философии Новороссийского университета А. П. Казанского (1859—?). В 1910 году окончил 4-ю одесскую гимназию и поступил на историко-филологический факультет Московского университета. Однако, заинтересовавшись естественными науками, особенно химией, в 1912 г. перевёлся на естественное отделение физико-математического факультета Петербургского университета, где преподавали такие известные химики, как Л. А. Чугаев, В. Е. Тищенко, А. Е. Фаворский.
После выхода на пенсию его отец, А. П. Казанский с семьёй в 1914 г. переехал в Москву. Это побудило Бориса Александровича в том же году вернуться в Московский университет, на естественное отделение физико-математического факультета. По окончании обязательных практикумов Борис Александрович выполнил в 1916 г. специальную работу под руководством В. В. Челинцева по реакциям конденсации в ряду пиррола. А когда в 1917 г. в Московский университет вернулся Н. Д. Зелинский, Борис Александрович решил поработать и под его руководством, что положило начало многолетней совместной плодотворной работе двух учёных. Одновременно с подготовкой к государственным экзаменам Казанский приступил к исследованию контактной полимеризации ацетилена, продолжавшемуся вплоть до 1923 г.

## Работа в Московском университете[3]
После окончания университета в 1918 г. оставлен при кафедре аналитической и органической химии и принял участие в исследованиях Н. Д. Зелинского. Это были известные работы по каталитическому крекингу солярового масла с хлористым алюминием и с рядом гетерогенных катализаторов (активированный уголь, окись алюминия).
В 1919 г. началась педагогическая деятельность Казанского, сначала в качестве преподавателя химии на Рабфаке Московского университета, о студентах которого с их неуёмной жаждой знаний он сохранил самые тёплые воспоминания, а с 1921 г. одновременно и в качестве ассистента университета. Борис Александрович последовательно преподавал в практикуме по общей химии, качественному и количественному анализу, а позже по органической химии, химии нефти, органическому катализу. Одновременно с преподаванием, Борис Александрович наряду с чисто теоретическими исследованиями, выполняет работы прикладного характера, связанные с появлением в нашей стране промышленного производства синтетического каучука.
Казанский с 1935 года читал в Московском университете лекции по органическому катализу, химии нефти и органической химии. В 1935—1953 годы — заместитель заведующего, в 1953—1960 годы — заведующий кафедрой химии нефти. В 1940—1953 годы — заведующий кафедрой органического катализа МГУ. С 1961 года до конца жизни — профессор кафедры химии нефти и органического катализа химического факультета МГУ.
Б. А. Казанский воспитал несколько поколений студентов, аспирантов, научных работников, среди которых 9 докторов и более 40 кандидатов наук. В целом, он создал большую научную школу, приверженцы которой разделяли его любовь к науке, точность эксперимента, заинтересованность в развитии химии углеводородов.

## Научная деятельность
Более 40 лет изучал закономерности каталитических превращений углеводородов. Им были открыты три новых типа каталитических реакций углеводородов — гидрогенолиз циклопентанов, ароматизация парафиновых углеводородов и дегидроциклизация парафиновых углеводородов с образованием пятичленных циклов. Только после открытия этих реакций удалось понять механизм многих нефтехимических процессов. Проведённое Б. А. Казанским широкое изучение гидрогенолиза циклических углеводородов с различным размером кольца (малых, обычных, средних циклов) дало богатый материал для сопоставления химических свойств со строением органической молекулы, позволило детальнее изучить природу химической связи углеводородов. Эту же цель преследовали многочисленные работы по изучению гидрирования непредельных углеводородов различного строения. Важное практическое значение имеют работы по дегидроциклизации н-гексана в бензол и дегидрогенизации изопентана в амилены, связанные с созданием новых промышленных процессов. Работы Б. А. Казанского в корне изменили существовавшие ранее представления о малой реакционной способности алифатических и алициклических углеводородов.

### Реакция гидрогенолиза[7]
В 1933 г. Н. Д. Зелинский, Б. А. Казанский и А. Ф. Платэ открыли реакцию гидрогенолиза пятичленного кольца на примере гидрогенолиза бицикло-(1,2,2)-гептана. Процесс был реализован в присутствии платинированного угля в мягких условиях (225—300⁰) в атмосфере водорода. Дальнейшее изучение этой реакции позволило выявить закономерности гидрогенолиза — исследована кинетика реакции, оптимальные условия протекания, влияние алкильных заместителей на скорость реакции. При этом были развиты представления о механизме гидрогенолиза на платинированном угле.

### Каталитическая дегидроциклизция[8]
Реакция каталитической дегидроциклизции парафиновых углеводородов в циклопентановые долгое время оставалась незамеченной, так как все учёные были увлечены процессами образования ароматических углеводородов. Тем не менее, группа учёных во главе с Б. А. Казанским предприняла попытку детально изучить особенности её протекания. В 1954 г. ими была открыта реакция каталитической дегидроциклизации парафиновых углеводородов в циклопентановые. При дальнейшем изучении, было обнаружено, что скорость реакций зависит от соотношения энергий стабильной конформации углеводорода и конформации, наиболее благоприятствующей циклизации. Интересно отметить, что механизмы реакций гидрогенолиза и дегидроциклизации оказались весьма схожими и заключались в адсорбции атомов углерода парафинового углеводорода или цикла с образованием переходного состояния на атомах платины катализатора, что подчинялось мультиплетной теории катализа Баландина.

### Ароматизация углеводородов[9]
Первая работа по ароматизации была опубликована в 1936 г. Совместно с А. Ф. Платэ: в продуктах гидрогенолиза были обнаружены шестичленные ароматические углеводороды. Позднее реакция ароматизации была названа C6-дегидроциклизацией. В ходе этого процесса образуются ароматические углеводороды с тем же числом атомов углерода, что и исходный парафин. Было показано что реакция идёт в две стадии: парафин → циклогексан → ароматический углеводород. Этот результат породил большое количество исследований как в СССР так и за рубежом, так как существовала большая потребность промышленности в ароматических углеводородах.

### Комбинированный метод анализа бензинов[11]
Наряду с изучением превращений углеводородов Б. А. Казанским и его школой проводилась большая работа по изучению состава нефтяных фракций и созданию новых методов их исследования. Способы, существующие в то время, были трудоёмки, неточны и позволяли обнаруживать лишь немногие, несложные углеводороды. В 1939 г. Б. А. Казанский синтезирует индивидуальные углеводороды высокой степени чистоты и начинает изучать их спектры комбинационного рассеяния (Раман-спектры). Начатая им работа по созданию базы спектральных данных продолжается достаточно долгое время. Но даже небольшое количество охарактеризованных соединений позволяет коллективу лаборатории во время Великой Отечественной войны установить состав — количественно и качественно — целого ряда трофейных и импортных бензинов и тем самым оказать помощь Советской Армии. Эта работа вылилась в разработку так называемого комбинированного метода анализа бензинов прямой гонки, позволившего изучать индивидуальный состав бензинов нефтей Азербайджана, Казахстана, Туркмении, Узбекистана, Башкирии, Татарии и др.

## Общественная и научно-организационная деятельность
В 1935 г. Б. А. Казанскому по совокупности работ была присвоена учёная степень доктора химических наук и звание профессора. В 1943 г. Б. А. Казанский был избран членом-корреспондентом, а в 1946 г. — действительным членом Академии наук СССР. С 1935 г. он читал в Московском университете лекции по органическому катализу, химии нефти и органической химии. С 1945 по 1960 г.г. он последовательно был заместителем заведующего кафедрой химии нефти, заведовал кафедрой органического катализа (1949—1953 г.г.), а затем и кафедрой химии нефти (1953—1960 г.г.). С 1961 г. — профессор кафедры химии нефти и органического катализа.
После переезда Академии наук СССР в Москву Б. А. Казанский был зачислен в марте 1935 г. во вновь созданный Институт органической химии (ИОХ) старшим научным специалистом. Работая там, он не прерывал своей педагогической деятельности в Московском университете. В 1937 г. в ИОХ им была организована лаборатория каталитического синтеза. С 1954 по 1966 г. он, заведуя лабораторией, возглавлял Институт органической химии в качестве директора.
Большое место в научной биографии Бориса Александровича Казанского занимала литературно-редакторская деятельность. Им опубликовано свыше 500 работ. Он автор статей о крупнейших учёных (А. М. Бутлеров, Н. Д. Зелинский, Н. М. Кижнер, А. Е. Арбузов, А. Н. Несмеянов и др.); под его редакцией вышли труды А. М. Бутлерова, Н. Д. Зелинского, С. С. Намёткина, А. Е. Арбузова. Б. А. Казанский являлся членом редколлегий ряда научных журналов («Нефтехимия», «Успехи химии», издания «Классики науки» и др.), членом Редакции научно — популярной литературы; в течение ряда лет он был членом редакции издания «Доклады Академии наук СССР».
Борис Александрович уделял много времени научно-организационной работе, являясь членом ряда комиссий и учёных советов, включая Научный совет по нефтехимии Академии наук СССР, Научный совет по катализу при Государственном комитете Совета Министров СССР по науке и технике. Участник и организатор многих отечественных и зарубежных конференций и конгрессов, Б. А. Казанский с 1955 по 1961 г. был членом Исполнительного Комитета Международного Союза по чистой и прикладной химии (ИЮПАК).

## Награды и премии
- Герой Социалистического Труда (13.03.1969) — за большие заслуги в развитии советской науки
- 2 ордена Ленина (19.09.1953; 13.03.1969)
- 2 ордена Трудового Красного Знамени (10.06.1945; 19.05.1961),
- Сталинская премия первой степени (1949) — за работы в области каталитических превращений углеводородов,
- орден Кирилла и Мефодия 1 степени (Болгария)
- медали

## Личные качества

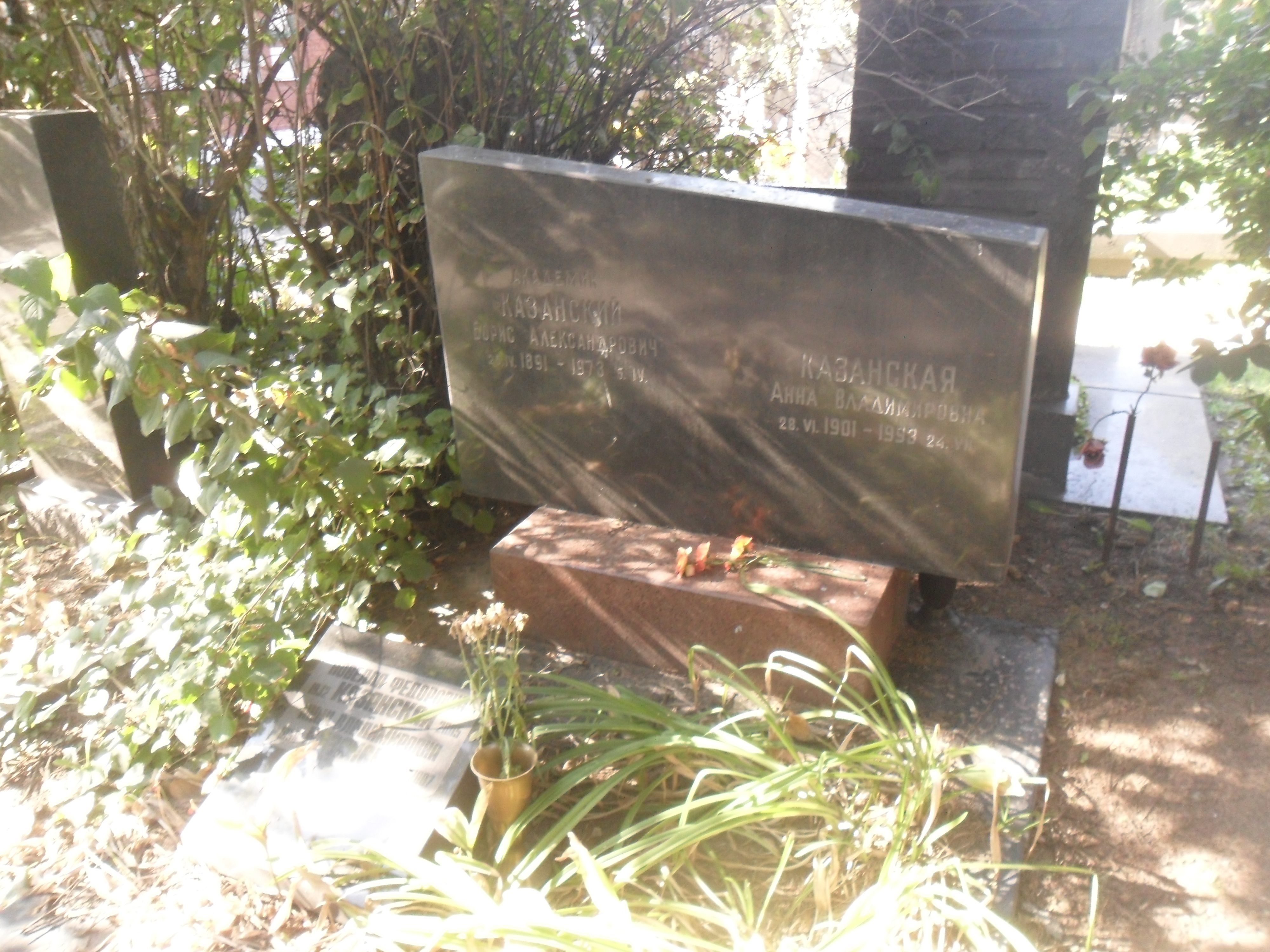
Могила Казанского на Новодевичьем кладбище Москвы.

Работы Б. А. Казанского отличаются большой глубиной и широтой охвата исследуемой области, мастерством техники эксперимента, надёжностью и точностью представляемых данных. Шокова Э. А., ведущий научный сотрудник кафедры химии нефти и орг. катализа вспоминает:
«Борис Александрович был одним из лучших представителей, уже неповторимой сейчас, плеяды настоящих учёных, честных, преданных науке, высокоинтеллектуальных людей. Он был удивительно скромен, необычайно доброжелателен к людям и очень любил химию».
Борис Александрович Казанский имел широкий круг интересов: увлекался игрой на скрипке, даже мечтал поступить в консерваторию. Хорошо знал литературу, музыку, живопись. В молодые годы увлекался походами по горам Кавказа, обычно со своими коллегами именно так проводил летний отдых.

## Семья
Жена — Анна Владимировна (1901—1993), родная сестра жёны академика А. Н. Несмеянова.
Двое детей: Александр и Владимир (1931—2022). Владимир Борисович Казанский — выпускник химического факультета МГУ, действительный член РАН (1991), заведующий кафедрой физической химии ВХК РАН.

## Основные труды
- Б. А. Казанский. Каталитические превращения углеводородов (Сборник избранных трудов). М.: Наука. 1968. 694 с.
- B.A. Kasanaky und A.F. Plate. Aromtisierung einiger Cyclopentan-Homologen und Paraffine in Gegenwart von Platin-Kohle. // Ber. 1936. Bd. 69. S. 1862—1869.
- Определение индивидуального углеводородного состава бензинов прямой гонки комбинированным методом. (Совместно с Г. С. Ландсбергом, П. А. Бажулиным, Т. Ф. Булановой, А. Л. Либерманом, Е. А. Михайловой, А. Ф. Платэ, Х. Е. Стериным, М. М. Сущинским, Г. А. Тарасовой и С. А. Ухолиным). М.: Из-во АН СССР, 1959. 363 с.
- Б. А. Казанский. Исследования в области химии углеводородов (Собрание избранных трудов). М.: Наука. 1979. 260 с.
- Б. А. Казанский. Исследования в области органического катализа (Собрание избранных трудов). М.: Наука. Т.I. 1977. 283 с.; Т.II. 1979. 261 с.